# 謝潔泳
謝潔泳（英語：Hilary Tse），香港民主派人士，現為黎梓恩議員辦事處帝怡社區主任，前沙田區政成員。

## 政治生涯
謝潔泳於2018年11月房屋署開始預先編配碩門邨第二期住宅單位時，在帝怡選區展開社區服務。謝潔泳曾舉辦眼科健康講座、派發防無線射頻辨識卡套等活動。

### 參選2019年區議會選舉
謝潔泳以獨立民主派及沙田區政身分參選2019年11月24日舉行的區議會選舉，參選地區為帝怡，對手分別是民主黨成員劉青以及民建聯成員林港坤，結果以257票之差敗給林港坤。
選前，12名時任沙田區民主派議員（黎梓恩、黃學禮、丘文俊、陳兆陽、趙柱幫、丁仕元、李永成、吳錦雄、許銳宇、陳國強、衛慶祥及葉榮）表態支持謝潔泳，而謝潔泳陣營呼籲民主黨的劉青接受初選，惟民主黨拒絕協調，最終在民主派的票源被分薄之下，建制派「漁人得利」，導致民主派未能全面控制沙田區議會的所有民選議席，林港坤更因此成為該屆沙田區議會任期中，唯一一位屬建制派陣營的民選議員。
選後，民主黨立法會議員林卓廷就此事向各方表達至誠歉意，民主動力召集人趙家賢則表示自己曾打算拒絕為民主動力簽署支持同意書予劉，最終因該組織的執委召開特別會議，動議要求趙必須簽署有關支持同意書並獲得通過，才就此作罷。

#### 2019年區議會選舉沙田帝怡選區選舉結果
| 政党   | 政党     | 候选人    | 票数  | %     | ±      |
| ------ | -------- | --------- | ----- | ----- | ------ |
|        | 沙田區政 | ①. 謝潔泳 | 1,666 | 37.70 | 不適用 |
|        | 民建聯   | ②. 林港坤 | 1,923 | 43.52 | 不適用 |
|        | 民主黨   | ③. 劉青   | 830   | 18.78 | 不適用 |
| 多数票 | 多数票   | 多数票    | 257   | 5.82  | 不適用 |

謝潔泳落敗後，強調將持續落區服務市民，並認為選舉後「消失」是不負責任的行為。

## 外部連結
- 謝潔泳 Hilary Tse Facebook專頁（页面存档备份，存于）